# 브로드초크

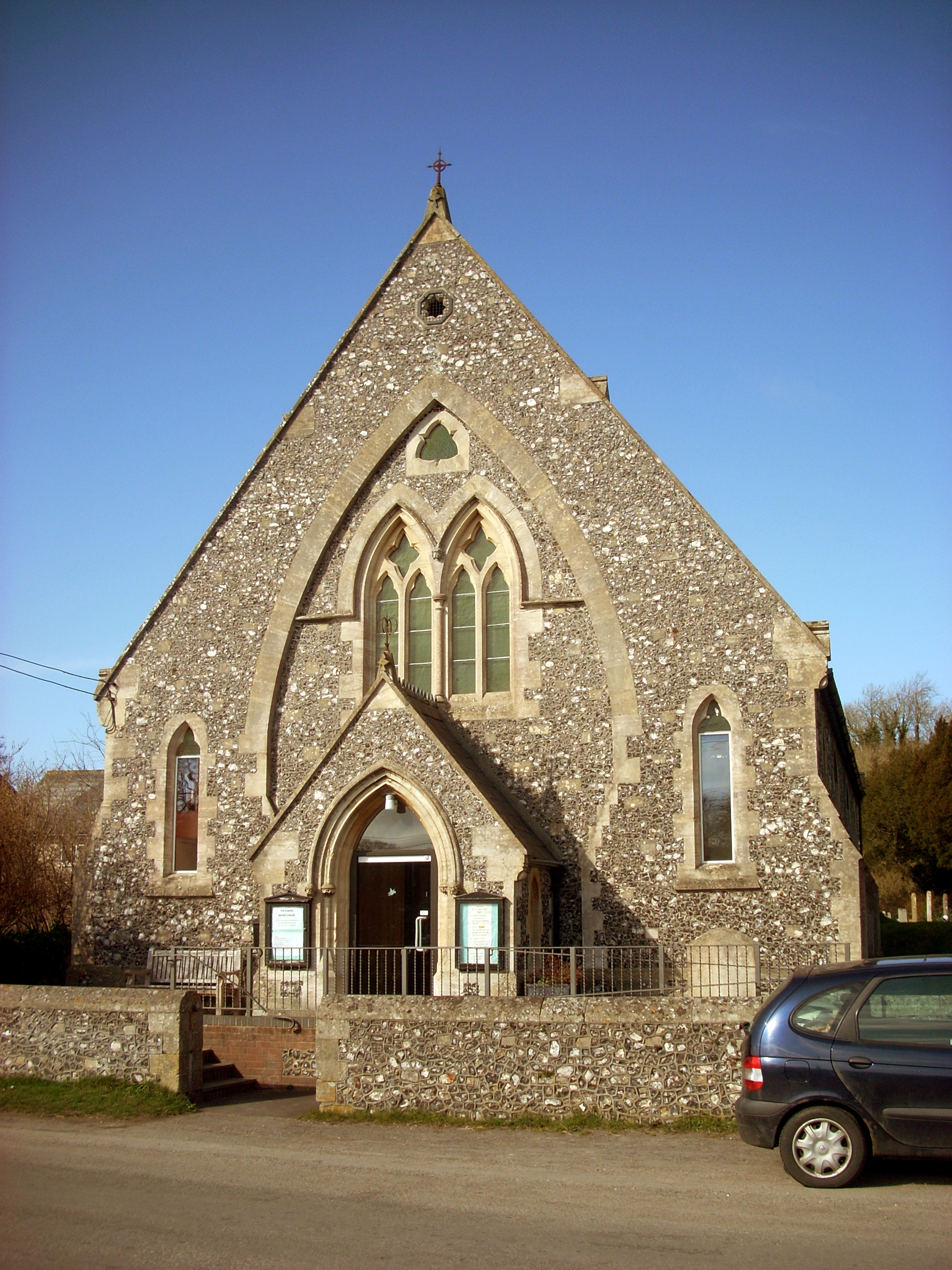
브로드초크 연합개혁교회의 채플

브로드초크(영어: Broad Chalke)는 잉글랜드 윌트셔주 남부 솔즈베리 근교에 있는 마을이다. 인구는 2011년 조사 기준 680명이다.